# Parafia św. Jana Chrzciciela w Józefowie-Michalinie
Parafia św. Jana Chrzciciela w Józefowie-Michalinie – parafia rzymskokatolicka należąca do dekanatu Otwock-Kresy diecezji warszawsko-praskiej, metropolii warszawskiej.
Parafia powstała 24 czerwca 1996 z podziału parafii Matki Bożej Częstochowskiej w Józefowie. Kościół został zbudowany w latach 1998–2004, według projektu architekta mgr inż. Romana Abramczyka. Mieści się przy ulicy Jana Kasprowicza.
Zasięg parafii obejmuje Józefów-Michalin.